# Битва при Илипе
Битва при Илипе — последнее и решающее сражение второй Пунической войны в Испании.

## Предыстория
После отбытия Гасдрубала Барки из Испании на помощь Ганнибалу в Италию в 208 году до н. э. карфагенское влияние на полуострове значительно ослабло. Из Карфагена было отправлено несколько подкреплений под командованием Ганнона. Он соединился с Магоном, по пути навербовав наёмников-кельтиберов. Марк Юний Силан, заместитель Сципиона в римской Испанской армии, направил против них 10 тысяч пехотинцев и 500 всадников. Римляне взяли в плен Ганнона, но Магон сумел организованно отступить в Гадес.
В конце 207 года до н. э. Сципион повёл свою армию к Гадесу против Гасдрубала, сына Гискона. Гасдрубал разделил своё войско на несколько отрядов, которые заняли несколько крепостей в нижней долине Гвадалквивира. Луций Корнелий Сципион, брат Публия, взял крепость Оронгис, которая располагалась на северо-востоке Гренады.
Весной 206 года до н. э. Гасдрубал вывел свою армию из городов. Магон навербовал солдат-кельтиберов. Их объединённая армия составляла 50 тысяч пеших (согласно Полибию — 70 тысяч) и 4500 всадников. Сципион находился в то время в Тарраконе. Силану удалось договориться с иберийским царьком Кульхасом, который обещал прислать подкрепление. Теперь армия Сципиона насчитывала 45 тысяч пехотинцев и около 3 тысяч всадников.
Две армии встретились у городка Илипа (Тит Ливий называет его Сильпией). Очевидно, он находился в 15 км от Севильи, в районе Алькалья-дель-Рио, на правом берегу Гвадалквивира.
Когда Сципион разбивал лагерь, на него внезапно напали нумидийские всадники. Но он ещё перед этим предусмотрительно укрыл за одним из холмов крупный отряд всадников, который отразил атаку нумидийцев. В следующие несколько дней армии стояли в боевом порядке и наблюдали друг за другом, проходили мелкие стычки. Гасдрубал поставил африканцев в центре, а слонами укреплял фланги, которые занимали иберы. Сципион поместил римлян в центре, а иберов — по флангам.

## Ход битвы

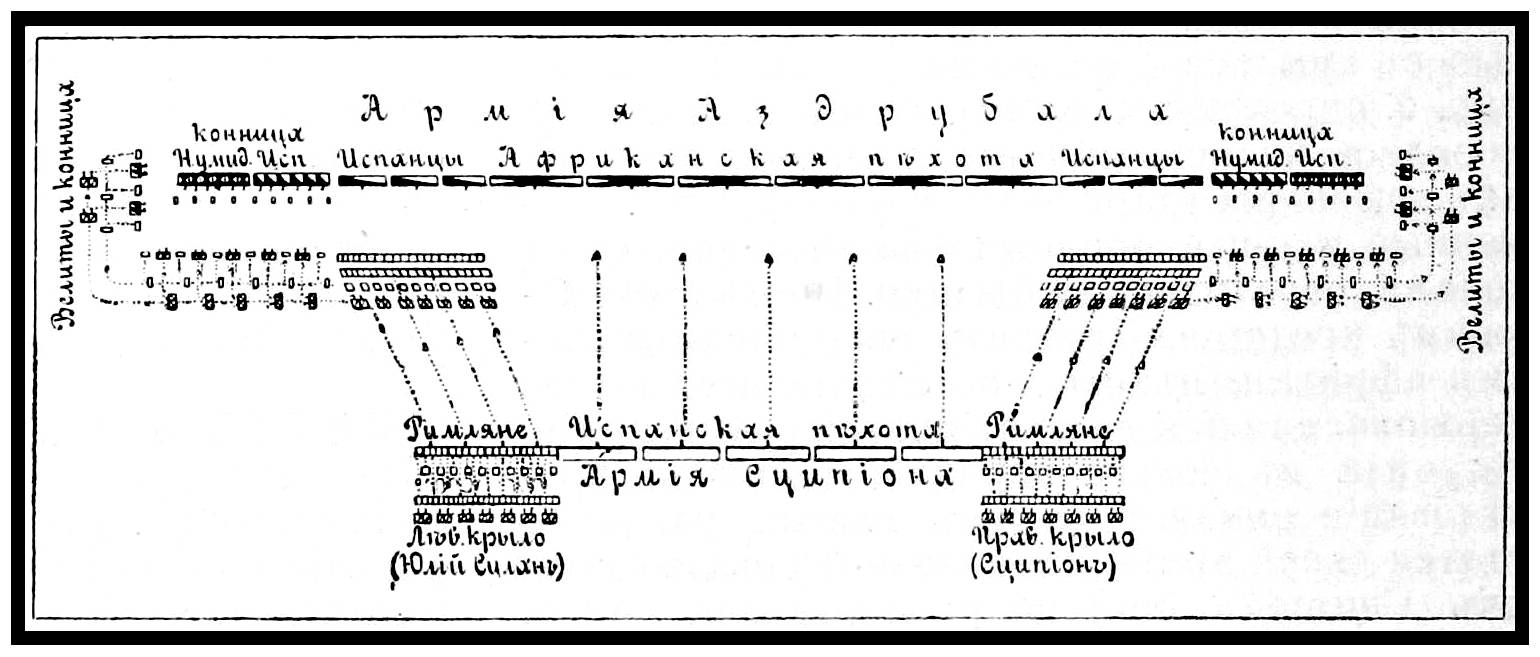
План сражения при Илипе
(рисунок из «Военной энциклопедии»)

Наконец, Сципион решил начать битву. Ранним утром он построил своих людей в боевой порядок, изменив его. В центре он поставил иберов, а на флангах — римлян. Сципион атаковал ещё не совсем построенную карфагенскую армию конницей с отрядом велитов. После этого он приказал коннице и велитам отступить за иберов, в арьергард, разделив на две части и поставив их за левым и за правым флангом. Затем он приказал всей армии идти на карфагенян.
Приблизившись к армии Гасдрубала, Сципион приказал выстроить римлян на флангах на 90 градусов. Иберы, стоявшие на карфагенских флангах, оказались в тисках и приняли на себя мощный удар. Главные силы Гасдрубала — африканцы и карфагеняне — оказались отрезаны от римской пехоты. К ночи они стали отступать. Только разыгравшаяся буря помешала римлянам довершить разгром карфагенян.

## Итоги
Гасдрубал, сын Гискона, бежал в Гадес, откуда вскоре переправился в Африку. В Карфагене решили оставить Испанию и приказали Магону, находящемуся в Гадесе, вести в Северную Италию, где можно было набрать лигуров и галлов, свой флот и двигаться на соединение с Ганнибалом. Война в Испании была выиграна римлянами.